# Wasiutynci (obwód czerkaski)
Wasiutynci (ukr. Васютинці) – wieś na Ukrainie, w obwodzie czerkaskim, w rejonie złotonoskim, w hromadzie Irklijiw. W 2001 liczyła 1616 mieszkańców.

## Urodzeni
- Olha Dwirna - radziecka lekkoatletka.